# Rangmagiri
Rangmagiri és una població de Meghalaya a les muntanyes Mimanram. És notable perquè el març de 1871 fou teatre de la mort d'un servidor de l'equip d'inspecció britànic. Aquest equip ja havia acabat d'inspeccionar les muntanyes Khasi i encara que inicialment no va trobar oposició a les terres dels garos, com més a l'interior anaven menys cooperació els era oferta; el març els ajudants bengalís enviats a buscar treballadors als pobles de Rangmagiri i Pharamgiri, foren atacats i un dels ajudants va resultar mort; tot seguit es van produir algunes incursions de garos independents contra els que vivien sota domini britànic. A causa de tot això el 1872-1873 es va decidir enviar una expedició per reforçar l'autoritat britànica als 60 pobles que romanien independents, que es van sotmetre entregant els caps dels que havien vessat sang en les seves expedicions i pagant la multa que se'ls va imposar; es va iniciar la inspecció de la zona independent, es van nomenar els lashkars o caps de cercle i cada poble va tenir un tribut assignat. El maig de 1873 el mapa de les muntanyes Garo estava acabat.